# Bust a Groove 2
Bust a Groove 2 es un videojuego Musical y de Lucha, creado para la consola de videojuegos PlayStation, con fecha de lanzamiento en 1999 como parte de la secuencia de juegos de Bust a Groove. El videojuego fue lanzado en Japón por la compañía Enix (ahora Square Enix) bajo el título original Bust A Move 2 Dance Tengoku Mix. Sin embargo, el nombre fue modificado en su lanzamiento fuera de Japón debido a que el juego Puzzle Bobble ya había sido estrenado bajo el mismo nombre. El juego combina baile con ataques simultáneos denominados Jammers con los que se puede vencer al contrincante.

## Jugabilidad
A nivel de controles, se mantienen las dos oportunidades de hacer jammer, usándose esta vez R1 y R2, con la oportunidad también de revertir el ataque de tu oponente. A diferencia de su antecesor, Bust a Groove 2 hace uso de los cuatro botones de figura del PlayStation (dependiendo del nivel de juego). También se cambió la barra por puntaje y la modalidad de hacer "groovin'" (que hace un cambio al escenario por defecto). Otro cambio que surgió, es la posibilidad de robar los tiempos de "solo" de baile del oponente y poder usarlos a favor del jugador que ataca, cuando en la versión anterior, se limitaba a que el oponente fallara esos pasos.
El jugador puede observar como cae su personaje al fallar 2 o más combinaciones, resultando en combos negativos, lo cual si llegas a COOL solo tendrás 1 punto, entorpeciendo el ritmo de avance del puntaje del mismo. Si el jugador finaliza la canción con pocos errores o ha realizado uno o varios Freeze, entonces terminará con una demostración en solitario llamada fever time.
Al jugar en Modo "un jugador", aparece una serie de puntos blancos. Dependiendo de que tan bueno sea el jugador, puede ir subiendo en los puntos. El punto final de la derecha, corresponde a Robo-Z Gold, quien por lo general, solo aparece en esta posición. Al llegar a la parte más alta, si el jugador es lo suficientemente bueno, aparece una línea punteada que sale del punto de Robo-Z Gold y va hacia arriba. Esta última corresponde a Pander.
El Modo Practica es mucho más flexible en cuanto a la elección de escenario. Mientras que en la versión anterior se limitaba solo al del personaje seleccionado al igual que la elección de la vestimenta alterna del personaje, la cual se selecciona con triángulo o círculo según la versión.
Hay 3 niveles de dificultad en el juego:
- Fácil: Usa Las flechas como comandos de baile siendo círculo la tecla de ataque y reflejo y equis siendo la tecla de esquive (Las letras del Personaje son de Color Verde)
- Normal: Aquí además de las flechas se usa Equis y Círculo así como R1 (Ataque y Reflejo) Y R2 (Esquive) (Las Letras del Personaje Son color Amarillo con Rojo)
- Mixto: Este modo usa todo el potencial del usuario usando tanto flechas como teclas de la misma PlayStation, el ataque, reflejo y esquive se efectuaran del mismo modo que en normal (Las Letras del Personaje son Color Azul)

Actualmente es imposible encontrar los juegos en sus formatos originales y en versión para pc las canciones están desfasadas. Sin embargo, una copia original de ésta se puede encontrar para la consola PlayStation Portable.

## Personajes Comunes
Los personajes Comunes Poseen escenario Propio y Símbolo que los identifica en la gráfica de progreso.

### Heat
- Edad: 20
- Estilo de baile: Break Dance y Trip Hop.
- Jammer: Una llama cae sobre el oponente.
- Símbolo: 3 flamas.
- Traje: Casaca y pantalón blanco simulando el estilo Trip-Hop en alusión al fuego.
- Traje Alterno: Casaca y pantalón rojo al estilo breakdance con roturas en la parte inferior de las piernas.
- Escenario: Molten Metal Room.

Heat es un brillante corredor, pero en una carrera donde era el líder, tuvo un accidente automovilístico en la que casi pierde la vida. Afortunadamente, Heat se recuperó de milagro y aunque posee la habilidad de controlar el fuego, su mayor deseo es volver a las pistas demostrando que sigue siendo un gran piloto y un estupendo bailarín.

### Hiro-Kun
- Edad: 21
- Estilo de baile: Disco y Funk.
- Jammer: Una foto suya autografiada cae sobre el oponente.
- Símbolo: Cigarro (Versión Japonesa) anagrama I Love Me (Versión Americana).
- Traje: Traje Blanco con pantalones acampanados emulando el estilo de la película "Fiebre de Sábado por la Noche".
- Traje Alterno: Traje de marinero millonario.
- Escenario: Hustle Dance Floor.

Hiro es un narcisista amante del disco. Vive en un pequeño apartamento donde trabaja en su computadora hasta el "sábado por la noche" donde es un playboy en la pista de baile. Tiene tanto carisma, que al estar en su pista, se le roban los "solos" haciendo que su público se queje. Cabe mencionar que aún no tiene novia ya que él es muy tímido con las mujeres aún siendo un As de la Pista de Baile.

### Kelly
- Edad: 24
- Estilo de baile: Jazz Moderno, Clap y Street Hip Hop y estríper
- Jammer: Muestra un megáfono y grita sobre el oponente, aturdiéndolo.
- Símbolo: Mujer policía.
- Traje: Uniforme sexy de policía con bastón de luz.
- Traje Alterno: Traje de sastre de los años 20 con un bastón.
- Escenario: Traffic Accident

Es inversionista/secretaría que solía tener un gusto/fetiche por objetos infantiles. Su jefe travesti, Michael Doi (de quién gustaba), la asedió al disgustarle hipócritamente el fetiche de Kelly, despidiéndola, avergonzándola y callándola. Cansada de ser pisoteada por todos, cambió su enterizo de conejita y vistió un uniforme de oficial de policía que le dio confianza y sed de liberación y poder para convertirse en la reina del baile Underground.

### Kitty Nakajima (Kitty-N)
- Edad: 17
- Estilo de baile: Jungle Funk
- Jammer: Un brazo mecánico aparece sobre el oponente, lo levanta unos segundos para luego dejarlo caer.
- Símbolo: Una lata de atún.
- Traje: Traje felino, tipo Megaman con detalles robóticos plateados en blanco, rosa, azul, amarillo y rojo.
- Traje Alterno: El mismo pero color negro de distintas tonalidades.
- Escenario: The Kitty N Show

Esta estrella adorable de la TV fue conocida por su demostración en el show "Love Love Senshi Miracle 5". Ella ha comprado un penthouse de un edificio y lo ha convertido en su estudio de baile privado, para poder atraer a más gente aunque ahora su escenario es un foro de TV con su Kitty-N Show.

### Tsutomu
- Estilo de baile: House dance
- Edad: 11
- Jammer: Aparece al oponente debajo de una puerta y, al abrirse, le cae un borrador encima.
- Símbolo: Moneda de 10 Yenes
- Traje: Un uniforme escolar azul marino.
- Traje Alterno: El mismo uniforme en color guinda.
- Escenario: Happy House.

Él es un chico muy audaz que, a su corta edad, sufría de bullying en su escuela y que, a su vez, sentía la presión de sus padres quienes querían que el fuera lo que ellos decidieran. Al no saber manejar su ira, una maestra le regalo unas maracas para poder usarlas a favor suyo junto con el baile lo cual funciono siendo ahora un buen oponente.

### Shorty
- Edad: 13
- Estilo de baile: Candy Hip-hop
- Jammer: Un pastel gigante con cubierta de chantillí y una fresa hasta arriba cae sobre el oponente; si el oponente sufre 2 veces el mismo jammer queda aplanado.
- Símbolo: una niña haciendo la señal japonesa de "OK" con las manos encima de su cabeza.
- Traje: Peinado de 2 coletas, una camiseta de manga larga blanca y azul con una saliente en uno de sus hombros, jeans y tenis blancos (Columbo, su mascota, está en su cabeza).
- Traje Alterno: 4 coletas sujetas por listones rojos, una sudadera negra con una gran S estampada al centro, pantalones negros al tobillo y tenis blancos (Columbo está en una mochila roja que ella porta).
- Escenario: Jungle Tours Raft Ride.

Ella es la hija de un DJ y una supermodelo. Obviamente, Shorty vive en una familia adinerada que no tiene otra afición que bailar con Columbo, su ratón. Su amor por la música anticuada la conduce a la locura en un mercado, donde ella frenéticamente busca cintas Estéreo-8. Cuando tu puntaje esta cerca de treinta mil puntos y haces un "Freezer", Columbo salta de su cabeza y baila junto a ella.

### Strike
- Edad: 22
- Estilo de baile: Gangsta Groove mezclado con Hip Hop.
- Jammer: Dispara a la "pantalla" (que es vidrio) con una ametralladora y al romperse, ésta cae sobre el oponente.
- Símbolo: Una mano sujetando una bolsa de dinero.
- Traje: Tipo Gangsta con una coleta en el pelo, lentes oscuros, una camiseta de básquet negra, pantalones negros y tenis tipo Nike.
- Traje Alterno: mismos pantalones, no se peina con la coleta larga, lentes y tenis junto a una camiseta amarilla de tipo fútbol.
- Escenario: The Bank Vault Robbery

Él es un pandillero que cayó en prisión. Al salir, reunió a sus amigos, con quienes había sido aprehendido, y decidió formar un grupo musical dancístico. Ahora asaltan bancos al ritmo de la música.

### Bi-O
- Edad: 47
- Estilo de baile: "Zombie Dance"
- Jammer: Toma un hacha que está incrustada en su cabeza y la lanza hacia el oponente.
- Símbolo: una Calavera.
- traje: Tipo capitán del siglo XIX ya putrefacto con su piel verde y botas negras.
- Traje Alterno: el mismo solo que con piel Roja.
- Escenario: Pirates of the Sea.

Es el padre de Gas-O de Bust a Groove. Gas-O estaba tan obsesionado con hacer su gas definitivo, que siempre traía su traje antibiológico. Él y su padre vivían en un barco. Su padre, harto de esto, intenta quitarle el traje, pero accidentalmente quita una manguera con un gas que lo empieza a derretir. Gas-O, con el afán de acabar con su sufrimiento, le golpea la cabeza con un hacha. Afortunadamente, Bi-O (como se hizo llamar) no murió, pero no se le pudo retirar el hacha de la cabeza y se quedó con aspecto de Zombi.

### Comet
- Edad: 16
- Estilo de baile: Roller Dance al estilo Funk Pop.
- Jammer: Lanza una especie de conjuro con una varita mágica, convirtiendo a su oponente en comida.
- Símbolo: Una copa de Martini.
- Traje: Traje de mesera celeste y blanco y una falda transparente con patines del mismo color.
- Traje Alterno: Vestido de Conejita negra con patines del mismo color.
- Escenario: Sushi Planet.

Comet es la hermana menor de Frida. Fue secuestrada hace algún tiempo atrás ya que iba a ser criopreservada. Un buen día, uno de sus captores quiso abusar de ella, pero con la cantidad de miedo que tenía acumulado soltó un cúmulo de magia que dejó a su agresor convertido en un pimiento verde. Liberada, ella tenía que buscar la manera de controlar sus poderes para no andar convirtiendo a todos en alimentos, así que consigue empleo como mesera en un restaurante en el que también está Burger Dog (Sushi Planet).

### Capoeira
- Estilo de baile: Capoeira
- Jammer: Un aparato aparece sobre el oponente reduciendo el tamaño de su cuerpo solamente. Al sufrir dos veces el jammer, el oponente queda con la cabeza más grande que el cuerpo hasta el final de la canción.
- Símbolo: Gráfica extraterrestre emulando una X.
- Traje: Piel color Plateado
- Traje Alterno: Piel Color Verde
- Escenario: Space Trip To Earth

Los hermanos Capoeira, Kiki y Lala, son dos alienígenas que llegaron a la Tierra para recolectar música.

## Personajes Especiales
Estos 2 personajes pueden obtenerse al Finalizar el Juego con Fever Time en todas las etapas Ambos Tienen Un símbolo y Escenario Propio.

### Robo-Z Gold
- Estilo de baile: African Dance
- Jammer: Lanza su puño hacia el oponente.
- Símbolo: un tomacorriente junto a un enchufe.
- Traje: Estructura en acabado dorado, azul y rojo.
- Traje Alterno: Estructura en color Plata, Azul y Rojo.
- Escenario: The Revenge Of Robo-Z

Robo-Z fue construido por una tirana organización conocida como "Secreto X". Mide alrededor de 50 pies en el nivel final, pero cuando los escoges como jugador, su tamaño es el de un humano. Se desbloquea jugando en el modo difícil con todos los personajes iniciales. Un detalle curioso de este jugador, es que, cuando va a empezar un "solo" suyo o del oponente, le gira la cabeza 180.º

### Pander
- Estilo de baile: Butō.
- Jammer: Gira el escenario, dejando al oponente por encima y al regresarlo a la normalidad, lo deja caer.
- Símbolo: una caja con un símbolo japonés.
- Traje: Maquillaje enterizo, emulando a un Panda, junto a un zapato de vestir.
- Traje Alterno: El mismo, sólo que con una flor encima.
- Escenario: Mad Mad World.

Un humano que al principio tiene apariencia de panda. Al fallar dos pasos, o cuando el oponente es muy bueno, tropieza y cambia de forma: de panda a humano. Si el Jugador es lo suficientemente bueno, es decir, que obtiene 6 "Fever Time" consecutivos, él será oponente final del juego.

## Personajes Homólogos
Cada uno de estos se obtiene terminando el juego con sus respectivos análogos. Tanto sus estilos de baile, como sus jammers, son idénticos al de los personajes originales. Solo que no poseen un símbolo propio, al ser personajes homólogos solo tienen un símbolo de interrogación encerrado en un círculo:
Sushi Boy
- Personaje Homólogo: Comet
- Traje: Estructura de acero acabado.
- Traje Alterno: Estructura de Acero Pintada en Rosa.

Este personaje tiene la apariencia de una lata con una especie de antena en la cabeza y patines. Se puede ver al inicio de la pista de Comet en un anuncio naranja, a la izquierda de la rana gigante.
Mc Load
- Personaje Homólogo: Kelly
- Traje: Cuerpo De dinosaurio en color verde.
- Traje Alterno: El mismo solo que en color rosa.

Este personaje tiene la apariencia de un dinosaurio verde.

Chichi & Sally
- Personaje Homólogo: Capoeira
- Traje: Pieles en color azul y Rosa.
- Traje Alterno: Pieles en Color Verde y Rojo.

Este personaje tiene la apariencia de bolas de peluche azul y rosa respectivamente. Se pueden ver en la pista de Capoeira saliendo de compuertas laterales siempre que se alcance cierto puntaje.
Michael Doi
- Personaje Homólogo: Kitty - N
- Traje: Conjunto de baile en Blanco, azul, amarillo, y parte de rosa con lentejuelas.
- Traje Alterno: Conjunto de Baile en Negro, amarillo y rojo con lentejuelas también.

Este personaje tiene la apariencia de un hombre con cabello negro y corto, muy esbelto, con mayas blancas, zapatillas de baile, una cinta en la cintura y brassiere rosado con brillos y lentejuelas. Se puede ver en Family T.V. Program Dancin Heroes con Kitty - N.
Hustle Kong
- Personaje Homólogo: Hiro
- Traje: Piel Café tradicional junto a unos Shorts playeros color azul y rojo.
- Traje Alterno: Piel Azul junto a unos shorts playeros del mismo tipo de azul y rojo.

Este personaje tiene la apariencia de un mono gigante con shorts playeros. Se puede ver al jugar en la pista de Hiro al obtener un puntaje realmente alto. Aparece a espaldas de los bailarines gruñendo.
Columbo
- Personaje Homólogo: Shorty
- Traje: Piel Color café con una gorra roja.
- Traje Alterno: Piel color rosa con una gorra roja.

Este personaje tiene la apariencia de un pequeño ratón café. A él se le puede ver en todo momento sentado en la cabeza de Shorty cuando ella baila.

## Family T.V. Program Dancing Heroes
Es un programa de televisión en donde se presentan diversos héroes de baile. Se obtiene al terminar el juego (incluidos Pander y Robo-Z Gold) con cualquier personaje.
El programa es conducido por "James Suneoka", un sujeto flaco de cabello amarillo que, por lo general, lleva vestido un atuendo tipo vaquero; aunque en ocasiones, se le puede ver disfrazado de astronauta. Este individuo tiene un pésimo sentido del humor y tiende a ser golpeado con diversos objetos durante el show.
El formato del programa consta de una introducción donde se presenta a James (quien siempre cuenta un chiste malo y lo golpean por ello), la introducción del invitado de la noche, la historia del invitado, una broma que le juegan los invitados a James las cuales pueden ser...
- Heat: Prende en llamas a James, quien no se da cuenta y termina completamente quemado al final del show
- Comet: Convierte a James en una Berenjena Permaneciendo convertido en eso hasta el final.
- Shorty: Columbo salta a la cabeza de James (quien no se da cuenta) y comienza a comerse su cara, terminando éste vendado por las lesiones del ratón.
- Kelly:  James se pone la cabeza de Mcload y trata de asustarla, Kelly le da una patada
- Capoeira: James es Golpeado por ambos continuando hasta el final.
- Hiro: El Cabello de James obtiene un nuevo estilo el cual permanece hasta el final.
- Kitty N: Le gana la Atención del Público a James, y mientras ella baila James la espía usando unos binoculares, babeando mientras lo hace.
- Tsutomu: Tsutomu No puede aguantarse las ganas de ir al baño, y James aparece montado en un pato de juguete.
- Strike: Le Dispara con una Bazooka a James agujereándole el abdomen.
- Bi-O: James le trata de quitar el Hacha de su cabeza aventándola e incrustándosela el mismo al final con una fuente de sangre .
- Robo-Z Gold: Pisa a James suneoka.
- Pander: El escenario está vacío hasta que aparece Pander saltando de un pie.

## Groovin'
Son pequeños cambios de escenario, que también se incluían en el primer juego, pero de una manera implícita. Aquí, aparece una barrita en la parte central de la pantalla con tres filas: una verde, rosa y azul, identificándose con los movimientos "Cool", "Chillin'" y "Freeze". Cada juego inicia con estas tres barras de diferente tamaño, pero al sincronizarlas se activa el Groovin'. 
Cada escenario tiene diversos cambios, que se van mostrando conforme va subiendo el puntaje de los bailarines:
- Molten Metal Room:

1.-El ascensor-plataforma empieza a quemarse.
2.-Si no se llega a un puntaje más de 10000 el ascensor baja.
3.-El ascensor-plataforma transporta a una sala oculta con logotipos de Heat.
4.-Si logras Groovin' en la sala oculta con logotipos de Heat la luz que ilumina la sala cambia de blanco a azul.
- Sushi Planet:

1.-La rana gigante saca humo blanco y empieza a bailar.
2.-Burger Dog empieza a arrojar hacia los bailarines peluches que caminan.
3.-Un cohete choca contra la luna del logo del restaurante y empiezan a salir fuegos artificiales.
- Jungle Tours Raft Ride:

1.-Un hipopótamo rosa empuja más rápido la balsa.
2.-El volcán del centro de la isla empieza a arrojar bolas.
3.-Los "fantasmas" salen de la caverna y empiezan a seguirlos por todo el escenario.
4.-La balsa avanza más rápido.
- Bank Vault Robbery:

1.-Se activa la alarma del banco y empieza a moverse el guardia amarrado.
2.-Se desactiva la alarma y se abre la bóveda. 
3.-Empieza a salir dinero de la bóveda. 
4.-se abre un hoyo en el piso frente al teclado de la pared, y aparece ahí un ladrón con dinamita.
- Happy House:

1.-Empiezan a aparecer pétalos de loto en el escenario.
2.-Un buda gigante dorado sale del techo de la casa.
3.-Debajo del Buda salen cañones que disparan.
4.-Aparece un dragón de fiesta detrás de los personajes.
- Space Trip to Earth:

1.-Se cierran las ventanas de la nave.
2.-Se abren compuertas a los lados de los personajes y salen Chichi & Sally.
3.-Se abren las ventanas de la nave y se observan otras naves espaciales.
4.-Se entra en una zona de meteoritos y algunos golpean la nave
5.-Se llega a un planeta con un letrero gigante de "Wellcome".
un meteorito golpea la nave espacial, fallando temporalmente la energía dentro de ella.
- Pirates of the Sea:

1.-Empieza a llover con más fuerza.
2.-Se abre una compuerta debajo de los personajes y estos caen al sótano del barco.
3.-Aparecen espadas bailando alrededor de los bailarines.
4.-El cofre del tesoro de la esquina avienta monedas.
- Hustle Dance Floor:

1.- Sale un disparo de humo blanco delante de la pista.
2.-Empieza a cambiar el color de la pista de una manera diferente.
3.-Se empieza a elevar la pista.
4.-Se abre parte del escenario trasero, apareciendo un hustle kong mecánico gigante.
- The Kitty-N Show:

1.-Se empieza a cambiar la escenografía del fondo.
2.-Empiezan a salir carritos colgados de cables detrás de los personajes.
3.-En las televisiones que están frente a los personajes, salen imágenes de Kitty - N.
4.-Explotan las cámaras y el escenario enloquece.
5.-Empiezan a chocar los carritos de atrás entre sí.
6.-Sale un mensaje tipo error a pantalla completa que dice "No le cambie".
7.- Se apagan todas las luces y empiezan a salir luciérnagas de colores.
- Traffic Accident:

1.- Las coladeras vuelan por humo blanco.
2.- Se cambia un letrero promocional del fondo.
3.-Se levanta el perfil de evidencia a bailar.
4.-El helicóptero baja.
5.-Un auto policial choca también para luego incendiarse.
- Revenge of Robo-Z:

1.-Llegan militares a la orilla del río y disparan hacia los bailarines.
2.-Lanzan minas en paracaídas contra los personajes.
3.-Se derrumba el puente que se encuentra de fondo.
4.-Si se obtiene el Fever time, Robo-Z Gold se hunde mientras el otro personaje baila.
- Mad, Mad World:

1.-Se cambia a un escenario como caleidoscopio donde las aristas de un cubo giran.
2.-Se cambia a un escenario con fondo psicodélico.
3.-Se cambia a un escenario con fichas que cambian de fondo.
4.-Se empiezan a hacer cambios al azar de todos los escenarios de Pander.

## Sencillos[1][2]
- Heat - The Heat is On  - Aaron G.
- Hiro - Let The Music Take Control (Hiro's Groove) - Chad Howleft y Earl Bryant Jr.
- Kelly - Moon Light Party ~ Clap Your Hands - Emiko. En Estados Unidos fue adaptada como Moon Light Party - Robbie Danzie
- Comet - Magic Tower - Reiko Oda. En Estados Unidos fue adaptada (manteniendo el mismo título) - Lala Moore
- Bi-O - Zombie Hopper - Kaname
- Kitty N - Hello! Kitty-N - Anji. En Estados Unidos fue adaptada como Hello Kitty - Lala Moore
- Tsutomu - Got To Be Happy - Momo Suzuki
- Shorty/Columbo - Hizashi no Oku no Happy Heart (ひざしの奥のハッピーハート?) - Aie. En Estados Unidos fue adaptada como Happy Heart In The Sunshine - Robbie Danzie
- Strike - Here Comes Trouble - Masters of Funk
- Capoeira - ALLEGRETTO BREAK -  Junichi Tanaka
- Robo-Z - Acid Line  -  Tsuyoshi Suzuki y Takeshi Isogai
- Pander - Enka 1 - Michiko Kawai

## Diferencias entre las versiones japonesa y americana
- El Símbolo original de Hiro es un Cigarrillo el cual fue cambiado por el logo de I Love Me al igual que su hábito de fumar .
- La Tecla de Confirmación es Círculo en la versión japonesa mientras que la X se usa en la americana.
- Es más fácil obtener a robo Z y Pander en la versión americana jugando en cualquiera de los 3 modos (esto si se ha obtenido Fever time en todos los Rounds).
- Las Teclas de Ataque y Evasión en Modo Normal y Mix Pasan a Ser R1 Y R2 Mientras que en Modo Fácil se Usan X y Círculo.
- Es más Fácil Obtener a los personajes análogos en la versión americana ya que al terminar con los personajes mencionados en el paréntesis uno puede desbloquearlos sin haberlos retado y a su vez ganándoles (Esto es aplicable para Shorty, Kitty N, Hiro, Comet, Capoeira y Kelly).
- En la Versión Japonesa las Flechas del Modo Fácil Son de color verde mientras que en la americana son imitando los colores de los comandos del PlayStation.
- Algunas canciones Fueron homologadas en Inglés para la versión americana.
- En la versión americana se simplifica el Programa Dancing heroes Limitándose Solo a la sesión de baile apareciendo james suneoka entre el público.
- Comet en la versión japonesa, usa orejas de conejo, mientras que en la versión americana usa un sombrero de mesera en su traje alterno.